# 전자담배액상
전자담배액상은 전자담배 내에 들어가는 용액이다. 전자담배액상은 크게 솔루션액상과 혼합액상으로 나뉘는데 솔루션액상은 처음에 니코틴이 함유되어있지 않지만 자신이 원하는대로 니코틴의 농도를 조절할 수 있으며, 혼합액상은 용액과 니코틴이 섞여서 판매되는 제품이다. 혼합액상의 니코틴 농도는 6mg, 9mg, 12mg, 18mg이 대부분이다. 전자담배액상은 vg, pg, 향료, 니코틴이 기본 원료이다.
국내에서는 온라인 유통 채널을 통해 다양한 입호흡/폐호흡용 액상이 활발히 유통되고 있으며, 브랜드와 향 선택의 폭이 넓어지면서 소비자 접근성 또한 높아졌다.